# Barjanski lesketnik
Barjanski lesketnik (znanstveno ime Somatochlora arctica) je vrsta raznokrilih kačjih pastirjev iz družine lebduhov, razširjena po severnem delu Evrazije.

## Opis
Je eden manjših lebduhov; odrasli dosežejo 45 do 51 mm v dolžino, zadnji krili pa merita 28 do 35 mm. Po telesu so monotone kovinsko zelene barve, le samice imajo na tretjem členu zadka par temnorumenih peg, po čemer jih je možno ločiti od alpskega lesketnika. Že na daleč je opazna tudi manjša velikost in občutno tanjši »pas« pri bazi zadka. Samce je poleg tega možno prepoznati po velikih in zakrivljenih zgornjih analnih okončinah na konici zadka, ki spominjajo na pinceto ali škarjice strigalic.
Odrasli letajo poleti, od sredine junija do sredine septembra. Ker lovijo visoko v drevesnih krošnjah in se izogibajo odprtim vodnim površinam, jih je običajno težko opaziti.

## Habitat in razširjenost
Razmnožuje se v kislih močvirjih s šotnim mahom, podobno kot sorodni alpski lesketnik, vendar za razliko od slednjega ni vezan na visokogorja, zato je nekoliko bolj razširjen. Ličinke se razvijajo v plitvih vodnih kotanjah, ne večjih od kvadratnega metra, v katerih ni rib in običajno tudi ne dvoživk.
Veliko podatkov o pojavljanju vrste je iz Skandinavije, Finske in srednjeevropskih visokogorij, v nižinah Srednje Evrope pa je redka. Območje razširjenosti sega prek vse severne Evrazije oz. severnih dveh tretjin Palearktike do Kamčatke in Japonske na vzhodu, a zaradi izginjanja močvirij nikjer ni pogost. Nahajališča so običajno izolirana daleč vsaksebi. Tudi v Sloveniji se pojavlja le na nizkih barjih in ob robovih visokih barij. Najmočnejša populacija uspeva na barju Golemberca ob Mrzlem potoku na Pokljuki, razmnožujejo pa se tudi na Pohorju. Kot redka vrsta je uvrščena na Rdeči seznam kačjih pastirjev iz Pravilnika o uvrstitvi ogroženih rastlinskih in živalskih vrst v rdeči seznam.